# NWA Tri-State Tag Team Championship
El NWA Tri-State Tag Team Championship fue un campeonato por parejas de lucha libre profesional creado en 1962 y recurrido en el territorio Tri-State de la National Wrestling Alliance, que fue promovida por Leroy McGuirk (Arkansas y Oklahoma) y por Jack Curtis y Aurelian "Grizzly" Smith (Louisiana). La mayor parte de su existencia, el título fue conocido como Tri-State version of the NWA United States Tag Team Championship.
Este grupo de promotores existió hasta que la Mid-South Wrestling de Bill Watts compró la mayor parte del territorio de Tri-State, y también el territorio de Misisipi de Gil Culkin y George Gulkin en agosto de 1979. Después que McGuirk se hizo cargo de Watts, se llevó el título a Oklahoma, la única parte del territorio de Tri-State o triple estado que no es propiedad de Watts. El nombre del U.S. Tag Team Championship fue cambiado luego a la del Tri-State Tag Title en 1980.
El título se prolongó hasta Tri-State cerrada en 1982, cuando Mid-South Wrestling se hizo cargo de Oklahoma a paetir de McGuirk.

## Lista de campeones
Áreas de Plata en el historial del título indican los períodos de linaje desconocido.
| Luchadores: | Reinados juntos: | Fecha:                   | Localidad:              |  |
| --- | ---------------- | ------------------------ | ----------------------- |  |
| NWA United States Tag Team Championship (Tri-State version)                                                                |                  |                          |                         |  |
| Jan Madrid and Louie Tillet                                                                                                | 1                | 1962                     |                         |  |
| Alberto and Ramon Torres                                                                                                   | 1                | 1962                     |                         |  |
| Jack and Jim Dalton | 1                | 2 de julio de 1962       | Tulsa, Oklahoma         |  |
| |                  |                          |                         |  |
| Jerry Kozak and Bill Watts                                                                                                 | 1                | 2 de septiembre de 1963  | Tulsa, Oklahoma         |  |
| |                  |                          |                         |  |
| El título quedó vacante a más tardar en abril de 1966.                                                                     |                  |                          |                         |  |
| The Assassins (#1 (Tom Renesto) and #2 (Jody Hamilton))                                                                    | 1                | 10 de mayo de 1966       | Little Rock, Arkansas   |  |
| |                  |                          |                         |  |
| Jack Brisco and Haystacks Calhoun                                                                                          | 1                | 1966 or 1967             |                         |  |
| |                  |                          |                         |  |
| The Assassins | 2                | 10 de marzo de 1967      | Oklahoma City, Oklahoma |  |
| Jack Brisco and Gorgeous George, Jr.                                                                                       | 1                | 9 de mayo de 1967        | Little Rock, Arkansas   |  |
| Togo Shikuma and Chati Yokouchi                                                                                            | 1                | 16 de mayo de 1967       | Little Rock, Arkansas   |  |
| Skandor Akbar and Danny Hodge                                                                                              | 1                | October 1967             |                         |  |
| Chuck Karbo and Chati Yokouchi                                                                                             | 1                | December 1967            |                         |  |
| Jack Donovan and Ron Reed (Buddy Colt)                                                                                     | 1                | April 1968               | Tulsa, Oklahoma         |  |
| |                  |                          |                         |  |
| Skandor Akbar and Danny Hodge                                                                                              | 2                | 4 de mayo de 1968        | Shreveport, Louisiana   |  |
| |                  |                          |                         |  |
| Danny Hodge and Lorenzo Parente                                                                                            | 1                | 3 de diciembre de 1968   | Little Rock, Arkansas   |  |
| Treach Phillips and Karl Von Stroheim                                                                                      | 1                | January 1969             |                         |  |
| Alberto and Ramon Torres                                                                                                   | 2                | 6 de mayo de 1969        | Little Rock, Arkansas   |  |
| The Medics (Billy Garrett and Jim Starr)                                                                                   | 1                | October 1969             | Little Rock, Arkansas   |  |
| Alberto and Ramon Torres                                                                                                   | 3                | 1969                     |                         |  |
| The Medics | 2                | 1969                     |                         |  |
| Tarzan Baxter and Karl Karlson                                                                                             | 1                | 2 de noviembre de 1969   | Little Rock, Arkansas   |  |
| Luke Brown and Dutch Savage                                                                                                | 1                | 1 de febrero de 1970     | Tulsa, Oklahoma         |  |
| El título quedó vacante en abril de 1970, cuando Savage abandonó la zona.                                                  |                  |                          |                         |  |
| The Hollywood Blonds (Jerry Brown and Buddy Roberts)                                                                       | 1                | 8 de mayo de 1970        |                         |  |
| Luke Brown and Danny Hodge                                                                                                 | 1                | 27 de mayo de 1970       | Springfield, Misuri     |  |
| The Hollywood Blonds | 2                | 29 de mayo de 1970       | Oklahoma City, Oklahoma |  |
| Billy Red Lyons and Bill Watts                                                                                             | 1                | January 1971             |                         |  |
| Karl Von Brauner and Waldo Von Erich                                                                                       | 1                | March 1971               |                         |  |
| The Kentuckians (Luke Brown and Grizzly Smith)                                                                             | 1                | April 1971               |                         |  |
| The Spoilers (#1 (Don Jardine) and #2 (Buddy Wolff))                                                                       | 1                | 1971                     |                         |  |
| Tom Jones and Billy Red Lyons                                                                                              | 1                | 31 de mayo de 1971       | Shreveport, Louisiana   |  |
| The Continental Warriors (Bobby Hart and Lorenzo Parente)                                                                  | 1                | 21 de marzo de 1972      | Monroe, Louisiana       |  |
| Tom Jones and Ken Mantell                                                                                                  | 1                | 21 de agosto de 1972     | Shreveport, Louisiana   |  |
| Terry Garvin and Duke Myers                                                                                                | 1                | 28 de agosto de 1972     | Monroe, Louisiana       |  |
| Yasu Fuji and Chati Yokouchi                                                                                               | 1                | December 1972            |                         |  |
| Bull Bullinski and Dennis Stamp                                                                                            | 1                | 13 de febrero de 1973    | Shreveport, Louisiana   |  |
| The Hollywood Blonds | 3                | 20 de febrero de 1973    | Tulsa, Oklahoma         |  |
| Eddie Sullivan and Rip Tyler                                                                                               | 1                | 1973                     |                         |  |
| Dewey Robertson and Dennis Stamp                                                                                           | 1                | May 1973                 |                         |  |
| Alex Perez and El Gran Tapio                                                                                               | 1                | July 1973                |                         |  |
| Kim Duk and Stan Kowalski                                                                                                  | 1                | September 1973           |                         |  |
| Luke Brown and Klondike Bill                                                                                               | 1                | January 1974             |                         |  |
| Bob Brown and Siegfried Stanke                                                                                             | 1                | March 1974               |                         |  |
| Chief Thundercloud and Chief White Cloud                                                                                   | 1                | June 1974                |                         |  |
| Steve Lawler and Jim White                                                                                                 | 1                | September 1974           |                         |  |
| Johnny Eagles and Terry Lathan                                                                                             | 1                | October 1974             |                         |  |
| Frank Goodish and Stan Hansen                                                                                              | 1                | October 1974             |                         |  |
| Jay Clayton and Danny Hodge                                                                                                | 1                | 9 de julio de 1975       | Fort Smith, Arkansas    |  |
| Killer Karl Kox and Dick Murdoch                                                                                           | 1                | October 1975             |                         |  |
| El título quedó vacante en diciembre de 1975, cuando Kox y Murdoch se separaron.                                           |                  |                          |                         |  |
| Greg Valentine and Bill Watts                                                                                              | 1                | 7 de enero de 1976       |                         |  |
| Gorgeous George, Jr. and Greg Valentine                                                                                    | 1                | January 1976             |                         |  |
| The Hollywood Blonds | 4                | 18 de marzo de 1976      | Nueva Orleans, Luisiana |  |
| Buck Robley and Bob Slaughter                                                                                              | 1                | 29 de marzo de 1976      | Tulsa, Oklahoma         |  |
| Ted DiBiase and Dick Murdoch                                                                                               | 1                | 28 de abril de 1976      | Fort Smith, Arkansas    |  |
| Killer Karl Kox and Bob Sweetan                                                                                            | 1                | 11 de mayo de 1976       | Shreveport, Louisiana   |  |
| Killer Karl Kox and Ken Patera                                                                                             | 1                | 19 de octubre de 1976    |                         |  |
| Billy Robinson and Bill Watts                                                                                              | 1                | 1976                     | Shreveport, Louisiana   |  |
| Skandor Akbar and Choi Sun                                                                                                 | 1                | January 1977             | Shreveport, Louisiana   |  |
| Tony Rocco and Bob Sweetan                                                                                                 | 1                | 16 de marzo de 1977      | Shreveport, Louisiana   |  |
| The Medics | 3                | 26 de marzo de 1977      | Shreveport, Louisiana   |  |
| Porkchop Cash and Mike George                                                                                              | 1                | 16 de agosto de 1977     | Shreveport, Louisiana   |  |
| The Medics | 4                | 23 de agosto de 1977     | Shreveport, Louisiana   |  |
| Porkchop Cash and Dr. X | 1                | 27 de septiembre de 1977 | Shreveport, Louisiana   |  |
| Ciclón Negro and Dr. X | 1                | 27 de octubre de 1977    |                         |  |
| The Brute and Dr. X | 1                | 1977                     |                         |  |
| Ray Candy and Steven Little Bear                                                                                           | 1                | 22 de febrero de 1978    | Baton Rouge, Louisiana  |  |
| The Assassin and Ernie Ladd                                                                                                | 1                | 5 de abril de 1978       | Baton Rouge, Louisiana  |  |
| Ray Candy and Steven Little Bear                                                                                           | 2                | 23 de abril de 1978      | Baton Rouge, Louisiana  |  |
| Jerry Brown and Bobby Jaggers                                                                                              | 1                | 5 de mayo de 1978        | Oklahoma City, Oklahoma |  |
| Mike George and Randy Tyler                                                                                                | 1                | 18 de noviembre de 1978  | Tulsa, Oklahoma         |  |
| El título quedó vacante después de una lucha contra Jerry Brown y Bobby Jaggers en diciembre de 1978 .                     |                  |                          |                         |  |
| André the Giant and Dusty Rhodes                                                                                           | 1                | 25 de diciembre de 1978  | Nueva Orleans, Luisiana |  |
| Dusty Rhodes and The Spoiler                                                                                               | 1                | January 1979             |                         |  |
| The Angel and The Assassin                                                                                                 | 1                | 25 de enero de 1979      | Nueva Orleans, Luisiana |  |
| Buck Robley and Bill Watts                                                                                                 | 1                | 21 de julio de 1979      | Nueva Orleans, Luisiana |  |
| El título quedó vacante después de que Robley fue herido por Angelo Mosca el 17 de agosto de 1979.                         |                  |                          |                         |  |
| Sugar Bear Harris and Oki Shikina                                                                                          | 1                | October 1979             |                         |  |
| Herb Calvert and Jimmy Garvin                                                                                              | 1                | 5 de noviembre de 1979   | Tulsa, Oklahoma         |  |
| Steve Lawler and Siegfried Stanke                                                                                          | 1                | December 1979            |                         |  |
| Eddie and Tommy Gilbert | 1                | 3 de marzo de 1980       | Tulsa, Oklahoma         |  |
| El título fue cambiado de nombre durante el reinado de Gilbert.                                                            |                  |                          |                         |  |
| NWA Tri-State Tag Team Championship                                                                                        |                  |                          |                         |  |
| Ron McFarlane and Doug Somers                                                                                              | 1                | 1980                     |                         |  |
| Hector Guerrero and Ron Sexton                                                                                             | 1                | 1980                     |                         |  |
| Ron McFarlane and Doug Somers                                                                                              | 2                | 1980                     |                         |  |
| Eddie and Tommy Gilbert | 2                | 1980                     |                         |  |
| El título quedó vacante después de que Tommy Gilbert fue herido.                                                           |                  |                          |                         |  |
| Chief Frank Hill and Terry Orndorff                                                                                        | 1                | 1981                     |                         |  |
| |                  |                          |                         |  |
| |                  |                          |                         |  |
| The Akbar Army (Jerry Brown and Ron McFarlane)                                                                             | 1                | 1981                     |                         |  |
| Eddie Gilbert and Ricky Morton                                                                                             | 1                | 16 de mayo de 1981       | Tulsa, Oklahoma         |  |
| Mike George and Ed Wiskoski                                                                                                | 1                | 11 de julio de 1981      | Tulsa, Oklahoma         |  |
| Eddie Gilbert and Ricky Morton                                                                                             | 2                | 25 de julio de 1981      | Tulsa, Oklahoma         |  |
| |                  |                          |                         |  |
| Dave and Joel Deaton | 1                | 1981                     |                         |  |
| Eric Embry and Chief Frank Hill                                                                                            | 1                | 1981                     |                         |  |
| Porkchop Cash and Doug Somers                                                                                              | 1                | 1981                     |                         |  |
| El título fue desalojado en 1981, después que Cash and Somers se retiraran.                                                |                  |                          |                         |  |
| Turk Ali Bey and El Toro                                                                                                   | 1                | 1981                     |                         |  |
| |                  |                          |                         |  |
| El título fue retirado en 1982, después de que NWA Tri-State cerrara, y el territorio pasó a manos de Mid-South Wrestling. |                  |                          |                         |  |